# Pierre Allemane

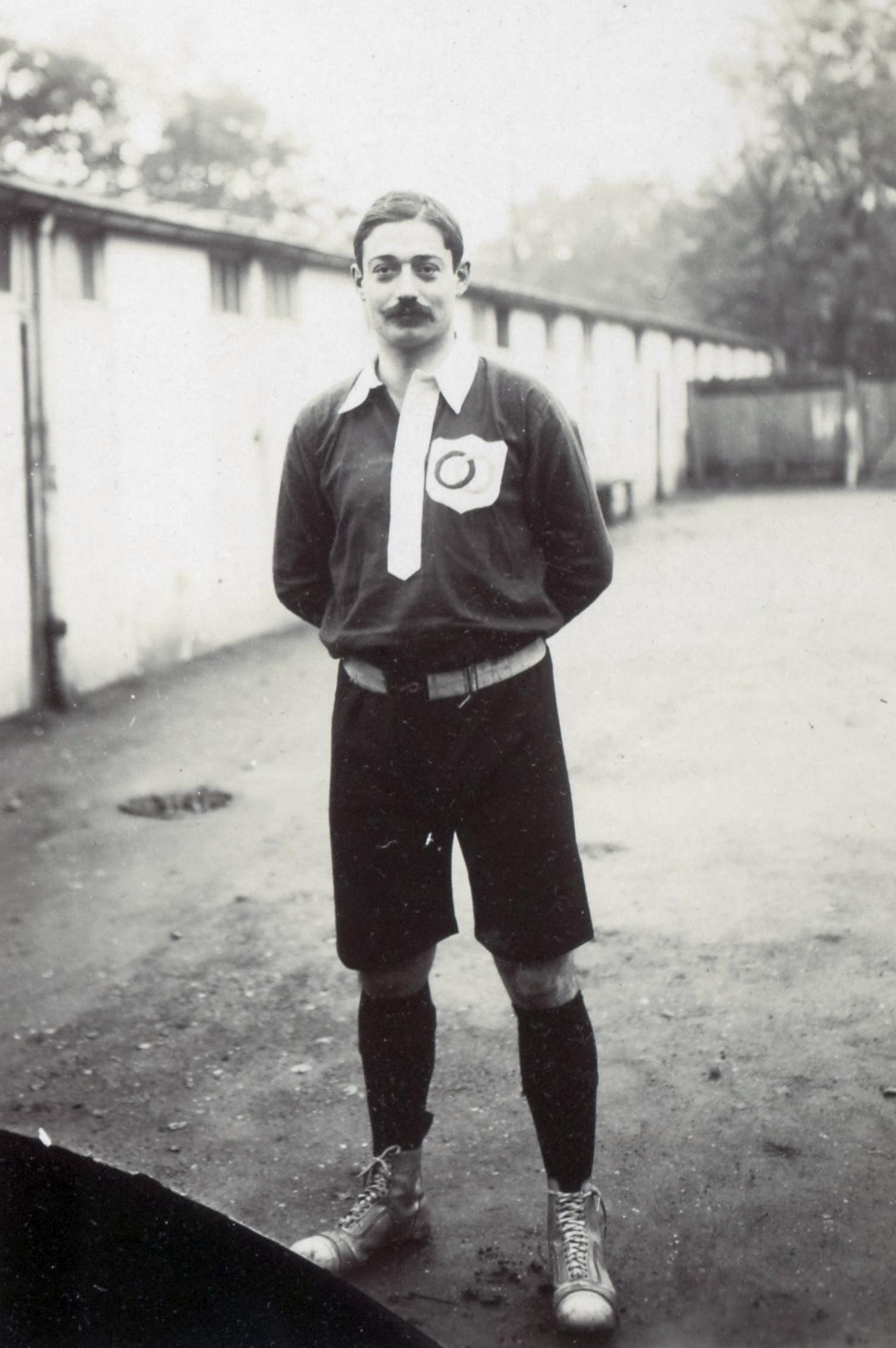
Pierre Allemane 1906

Pierre Allemane (* 19. Januar 1882 in Montpellier; † 24. Mai 1956 in Autreville) war ein französischer Fußballspieler.
Der an der Mittelmeerküste geborene Allemane war während seiner gesamten Fußballerkarriere in Frankreichs Hauptstadt tätig, wo er seinen Lebensunterhalt als Bankangestellter verdiente. 
Bis 1900 spielte der Mittelläufer bei Passy Paris, ehe er sich dem rein französischen Fußballklub Club Français Paris anschloss. Gleich im ersten Jahr wurde er mit dem Klub Zweiter in der Meisterschaft der USFSA und nahm mit dem Verein an den Olympischen Spielen 1900 teil. Dabei unterlag die Frankreichs Farben vertretende Vereinself der britischen Mannschaft Upton Park FC mit 0:4 und konnte gegen eine belgische Auswahl einen 6:2-Erfolg feiern.
1902 schloss er sich dem Racing Club de France an, mit dem er nach etlichen Pariser Stadtmeisterschaften 1907 den Meistertitel im Championnat de France erringen konnte. Die letzten Jahre seiner Karriere verbrachte er ab 1910 bei CASG Paris, dem Klub der Großbank Société Générale, wo seine Karriere durch den Ausbruch des Ersten Weltkriegs 1914 beendet wurde. 
Allemane hatte bereits sechsmal bei sogenannten Urländerspielen für Frankreich auf dem Platz gestanden, die heute allerdings nicht als offizielle Länderspiele geführt werden, ehe er im Februar 1905 gegen die Schweiz bei deren Länderspielpremiere für die französische Nationalmannschaft debütierte. Bis 1908 absolvierte er sieben Partien für les Bleus und stand dabei in allen Spielen als Kapitän auf dem Platz. Sein letztes Spiel absolvierte er am 12. April gegen Belgien. Eine Verletzung verhinderte seine Teilnahme an den wenige Monate später stattfindenden Olympischen Spielen 1908.

## Palmarès
- Olympiateilnehmer 1900 (inoffizieller 2. Platz)
- Französischer Meister: Fehlanzeige (aber Champion de France der USFSA 1907)
- 7 A-Länderspiele für Frankreich (keine Tore), alle als Kapitän